# Tel Jizre'el
Tel Jizre'el (hebrejsky: תל יזרעאל) je pahorek a archeologická lokalita o nadmořské výšce cca 100 metrů v severním Izraeli.
Leží na severozápadním okraji pohoří Gilboa v místech, kde tento masiv zvolna přechází do zemědělsky využívaného Jizre'elského údolí, cca 7 kilometrů jihovýchodně od města Afula a necelý 1 kilometr jihovýchodně od vesnice Jizre'el. Má podobu nevýrazného odlesněného návrší, které vystupuje z okolní rovinaté krajiny. Na severu se terén prudce propadá do Charodského údolí. Na jihovýchodě pokračuje horský pás Gilboa, skrz nějž do údolí stéká vádí Nachal Nurit.
Pahorek má dlouhou sídelní tradici využívající polohu při významné komunikační ose severojižního i východozápadního směru a je identifikován jako město Jizre'el připomínané v Bibli, 2. kniha královská 9,10 Osídlení tu trvalo i ve středověku a novověku. Křižáci lokalitu ve středověku nazývali Le Petit Gerin. Pak tu existovala arabská vesnice Zir'in. Tato vesnice byla v květnu 1948, v počáteční fázi války za nezávislost v rámci Operace Erez dobyta židovskými silami a její obyvatelé byli vysídleni. Až na jeden dům byla zástavba Zir'in zbořena.